# Comisión Nacional de Seguridad de Tránsito
La Comisión Nacional de Seguridad de Tránsito (Conaset) es la institución del gobierno encargada de la seguridad vial en Chile

## Creación
El año 1993 fue creada la Comisión Nacional de Seguridad de Tránsito (CONASET) con el objetivo central de prevenir siniestros de tránsito y sus consecuencias, coordinando las labores en materia de seguridad vial de los siguientes diez ministerios: Interior y Seguridad Pública, Educación, Justicia y Derechos Humanos, Obras Públicas, Salud, Vivienda y Urbanismo, Transportes y Telecomunicaciones, Trabajo y Previsión Social, Secretaría General de Gobierno, Secretaría General de la Presidencia; además de Carabineros de Chile.
De acuerdo al Decreto Supremo 223 del 27 de diciembre de 1993, a la CONASET le corresponde asesorar al Presidente de la República en materias referidas a disminuir la elevada tasa de accidentes de tránsito que ocurren en el país. Para ello el ámbito de competencia abarca todas aquellas materias asociadas a la seguridad de tránsito.
Con su creación la primera Política de Seguridad de Tránsito fue publicada en 1993. El documento enfocó su accionar en líneas de trabajo con el objetivo principal de convertir a Chile en un país con baja incidencia de accidentes de tránsito.

## Historia
- 1993:
  - Lanzamiento Política Nacional de Seguridad de Tránsito.
  - Creación de CONASET.
- 1994:
  - Se inicia publicación de serie de documentos técnicos “Fichas para la acción”.
  - Se establece la obligatoriedad para vehículos livianos nuevos de contar con apoyacabezas y espejos retrovisores laterales.
- 1996:
  - Se reglamentan los resaltos reductores de velocidad.
  - Se introduce por primera vez el alcohotest como instrumento de fiscalización de alcohol en la conducción.
- 1997:
  - Se crea la figura del conductor profesional.
- 1999:
  - Se modifica Ley sobre impuestos que gravan importación de vehículos (impuesto al lujo).
- 2000:
  - Se establecen exigencias de los elementos de seguridad para automóviles y camionetas.
- 2001:
  - Se aumentan las exigencias de seguridad para motocicletas y para los motociclistas, incluyendo uso de casco protector, guantes y calzado cerrado.
- 2002:
  - Se crea el Registro Nacional de Servicios de Transporte Remunerado de Escolares.
- 2005:
  - Se cataloga como falta grave el uso de teléfono móvil mientras conduce.
  - Se reduce a 30 km/h la velocidad en zonas de escuelas en horarios de entrada y salida de clases.
  - Niños menores de 8 años deben ir en asientos traseros.
  - Uso obligatorio de cinturón de seguridad en asientos traseros.
  - Uso obligatorio de casco para ciclistas en zonas urbanas
- 2006:
  - Se establecen los requisitos que deben cumplir los sistemas de frenos, luces, señalizadores, aparatos sonoros, entre otros, de los vehículos motorizados.
- 2007:
  - Se incorporan criterios de construcción en buses urbanos.
  - Uso obligatorio de luces cuando se circula en rutas interurbanas.
  - Niños menores de 4 años deben ir en silla
- 2009:
  - Se hace obligatorio el contar con un sistema de protección al ocupante en vehículos livianos.
- 2011:
  - Chile se suma al decenio de Acción para la Seguridad Vial 2011-2020, proclamada por la ONU, que establece la primera meta mundial: reducir el 50% de los fallecidos por accidentes de tránsito.
  - Uso obligatorio de cinturón de seguridad en buses interurbanos.
- 2012:
  - Se incorpora seguridad vial en la política de seguridad escolar y educación vial como parte del currículum de enseñanza básica.
  - Entra en vigencia la Ley Tolerancia Cero que bajó los gramos.
- 2013:
  - Nuevos exámenes teórico y práctico para la obtención de licencia de conductor.
  - Se actualiza el Manual de Señalización de Tránsito.
  - Se agrega como elemento de seguridad obligatorio para los nuevos vehículos livianos el sistema de recordatorio del uso de cinturón de seguridad.
- 2014:
  - Entra en vigencia la Ley Emilia que sanciona con cárcel efectiva de al menos un año a los conductores en estado de ebriedad que generen lesiones gravísimas o muerte.
  - Los buses interurbanos nuevos deben contar con sistemas de frenos (ABS), programa electrónico de estabilidad (ESP), sistema automático de detección y supresión de fuego, luz trasera antiniebla y alarma de retroceso.
- 2015:
  - Se exige airbag en asiento de conductor y copiloto en vehículos livianos.
  - Se elimina el uso de patente delantera en motocicletas.
  - Entran en vigencia los requisitos técnicos para los elementos y dispositivos de seguridad de las motocicletas.
- 2016:
  - Se exige acreditación europea o norteamericana a los sistemas de retención infantil.
  - Porte obligatorio de chaleco reflectante dentro del vehículo.
  - Obligatoriedad de traslado de menores de 12 años en asientos traseros.
- 2017:
  - Obligatoriedad de traslado de menores hasta 9 años (o 135 cm y 33 kg) en sistema de retención infantil.
  - Vehículos livianos nuevos deben contar con anclajes isofix/latch, para instalar sistemas de retención infantil.
  - Nueva Política de Seguridad de Tránsito.[3]

## Política de Seguridad de Tránsito 2017
A raíz de la estabilización de las cifras de mortalidad durante los últimos años, como también los grandes cambios en infraestructura vial, la tecnología y calidad de los vehículos y la forma de desplazarnos, en mayo de 2017, el Comité de Ministros de CONASET tomó la decisión de desarrollar una nueva Política, con el fin de reimpulsar el trabajo y avanzar en la reducción de víctimas en el tránsito.
La nueva Política Nacional de Seguridad de Tránsito fue presentada públicamente en diciembre de 2017, con participación de Ministros y Subsecretarios de la CONASET y representantes de distintas entidades públicas y privadas que trabajaron en la elaboración del documento, como agrupaciones ciudadanas, asociaciones de víctimas de siniestros viales y actores relevantes en materia de seguridad vial.
Con esta Política de Seguridad de Tránsito de 2017, Chile se suma al llamado internacional “Visión Cero”, concepto que ha sido promovido especialmente por países líderes en seguridad de tránsito.

## Listado de Secretarios Ejecutivos de la Conaset
| Secretario(a) Ejecutivo(a) | Partido       | Periodo                                     | Ministro(a) de transportes              | Presidente              |
| -------------------------- | ------------- | ------------------------------------------- | --------------------------------------- | ----------------------- |
| Milton Bertin Jones        |               | Marzo de 1994 - Marzo de 2000               | Narciso Irureta Aburto /Claudio Hohmann | Eduardo Frei Ruiz-Tagle |
| Antonio Dourthe Castrillón |               | 2000 - 2003                                 | Carlos Cruz Lorenzen                    | Ricardo Lagos           |
| Julio Urzua                |               | Julio de 2004 - marzo de 2006               | Javier Etcheberry                       | Ricardo Lagos           |
| Emilio Oñate               |               | Abril de 2006 - agosto de 2009              | Sergio Espejo                           | Michelle Bachelet       |
| Gabriela Rosende           |               | Noviembre de 2009 - diciembre de 2010       | René Cortázar                           | Michelle Bachelet       |
| Gabriela Rosende           |               | Marzo - diciembre de 2010                   | Pedro Pablo Errázuriz                   | Sebastián Piñera        |
| María Francisca Yáñez      |               | Enero 2011 - diciembre de 2014              | Pedro Pablo Errázuriz                   | Sebastián Piñera        |
| Gabriela Rosende           |               | Enero de 2015 - marzo de 2018               | Andrés Gómez-Lobo / Paola Tapia         | Michelle Bachelet       |
| Luis Alberto Stuven        |               | 3 de abril de 2018 – 6 de octubre de 2019   | Gloria Hutt                             | Sebastián Piñera        |
| Johanna Vollrath           | Independiente | 7 de octubre de 2019 - 11 de marzo de 2022  | Gloria Hutt                             | Sebastián Piñera        |
| Karina Muñoz Matus         | Independiente | 11 de marzo de 2022 - 31 de octubre de 2023 | Juan Carlos Muñoz                       | Gabriel Boric Font      |
| Luz Renata Infante Acevedo | Independiente | 1 de noviembre de 2023 - actualidad         | Juan Carlos Muñoz                       | Gabriel Boric Font      |